# Associazione Tedesca per l'Amicizia – Lega per i Diritti Umani
L'associazione Deutschen Freundschaftsverbands (DFV, "Associazione Tedesca per l'Amicizia") o Bund für Menschenrecht (BfM, "Lega per i Diritti Umani") è stata un'organizzazione di donne e uomini bisessuali, omosessuali e trans nella Repubblica di Weimar.

## Storia e sede dell'associazione
L'associazione venne fondata a Berlino nell'agosto 1920 con il nome di Deutscher Freundschaftsverband (DFV, "Associazione tedesca dell’amicizia"). L’11 maggio 1923 il nome fu cambiato in Bund für Menschenrecht e. V..
La sede del DFV era a Berlino-Kreuzberg. Inizialmente l'ufficio dell'associazione si trovava in Alexandrinenstraße 8 presso la casa editrice Karl Schultz, che pubblicava tra l’altro la rivista Die Freundschaft, il cui redattore era Max Danielsen. Quando la casa editrice Schultz si trasferì al Planufer 5 nel maggio 1920, il DFV si spostò con essa e ricevette due stanze per l’ufficio. Da gennaio 1921, la sede amministrativa del DFV coincise con l'indirizzo privato del presidente Wilhelm Dillmann in Brandenburgstraße 78/79 (oggi: Lobeckstraße) a Berlino. Nel primo consiglio direttivo, eletto nel 1920, figuravano Albert Eggert e Hans Schmainta. La prima sede dell’associazione nel 1920 fu presso v. Saleski, in Große Frankfurter Straße 138, a Berlino-Friedrichshain.
Il 5 dicembre 1922 venne eletto un nuovo consiglio direttivo durante un’assemblea generale. Carl Terlicher divenne primo presidente e Leopold Strehlow il suo vice. Segretari furono Paul Weber, impiegato di Lichterfelde, e Else Kohl, prima donna nel consiglio direttivo.
L'11 maggio 1923 l'editore Friedrich Radszuweit (1876–1932) fu eletto presidente dell'associazione in sostituzione di Carl Terlicher. La sede del BfM sotto la presidenza di Radszuweit fu inizialmente in Schliemannstraße 15, nel quartiere Prenzlauer Berg, poi in Kaiser-Friedrichstraße a Pankow e dal 1926 al 1933 in Neue Jakobstraße 9 a Berlino-Mitte, dove l’associazione possedeva una propria libreria.

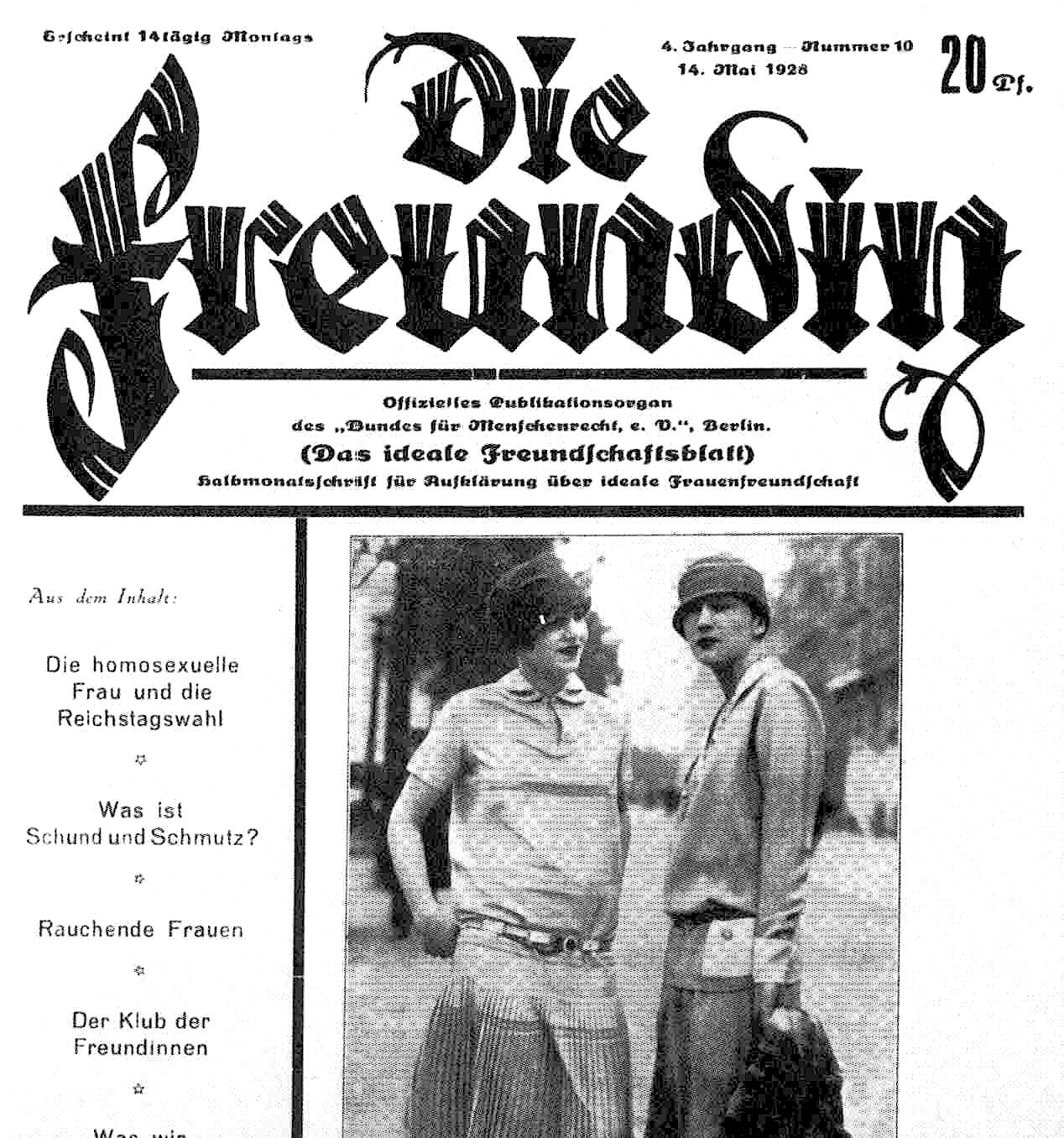
Copertina di Die Fruendin del maggio 1928.

Radszuweit pubblicò attraverso la sua casa editrice, dal 1923 al 1933, il mensile per i soci Blätter für Menschenrecht e il settimanale Das Freundschaftsblatt.
La rivista Die Freundin, organizzata dal Bund für Menschenrecht, fu pubblicata dal 1924 al 1933 a Berlino ed era anch’essa stampata dalla casa editrice di Radszuweit.
Nel 1924 si unirono all’associazione le organizzatrici Käthe Reinhardt e Lotte Hahm, e poco dopo la nota attivista del movimento lesbico Selli Engler.
Nel marzo 1925, a Berlino, venne fondato il Deutscher Freundschaftsverband come scissione dal BfM, ad opera di membri insoddisfatti o espulsi. Insieme al Comitato scientifico-umanitario (WhK) di Magnus Hirschfeld, con il Jahrbuch für sexuelle Zwischenstufen, alla rivista Die Freundschaft dell'editore Karl Schultz e a Der Eigene, pubblicata dall’organizzazione Gemeinschaft der Eigenen guidata da Adolf Brand, queste due nuove realtà contribuirono in modo determinante — soprattutto grazie alle rispettive case editrici — a plasmare il dibattito del primo movimento omosessuale in Germania, negli anni Venti e all’inizio degli anni Trenta.
Negli anni della Repubblica di Weimar, l'associazione dichiarò di avere quasi 50.000 membri. La seconda più grande associazione letteraria omosessuale dell'epoca, la Gemeinschaft der Eigenen di Adolf Brand, contava circa 2.000–3.000 membri.
Dopo la morte di Friedrich Radszuweit nel 1932, il 17 settembre 1932 Paul Weber fu eletto suo successore. Il Partito Nazionalsocialista Tedesco dei Lavoratori (NSDAP) sotto Adolf Hitler salì al potere nel 1933, e la Germania divenne nazista. Il 9 novembre 1934 Weber richiese la cancellazione dell’associazione, dichiarando che erano rimasti solo tre membri iscritti. Il 6 gennaio 1936 il Bund für Menschenrecht fu ufficialmente cancellato dal registro delle associazioni.

## Obiettivi/Ideali
L'associazione si batteva per i diritti delle persone omosessuali e chiedeva l'abolizione del Paragrafo 175, senza però riuscirci negli anni della Repubblica di Weimar. Diverse pubblicazioni dell'associazione erano dedicate all'informazione sulla condizione delle persone bisessuali e omosessuali, oltre che all'intrattenimento dei soci.